# Knapić
Knapić falu Horvátországban Varasd megyében. Közigazgatásilag Ivanechez tartozik.

## Fekvése
Varasdtól 23 km-re délnyugatra, községközpontjától 2 km-re nyugatra fekszik. 

## Története
Az ivaneci uradalom részeként a 16. századtól a gersei Pethő család, majd 1740-től az Erdődyek birtoka volt. A 19. században a Kukljevichek birtoka volt, akik a II. világháborúig voltak a földesurai.
1857-ben 57, 1910-ben 132 lakosa volt. 1920-ig Varasd vármegye Ivaneci járásához tartozott. 2001-ben 23 háztartása és 73 lakosa volt. 

## Külső hivatkozások
- Ivanec város hivatalos oldala
- Az ivaneci turisztkai egyesület honlapja